# 奇萊引水隧道

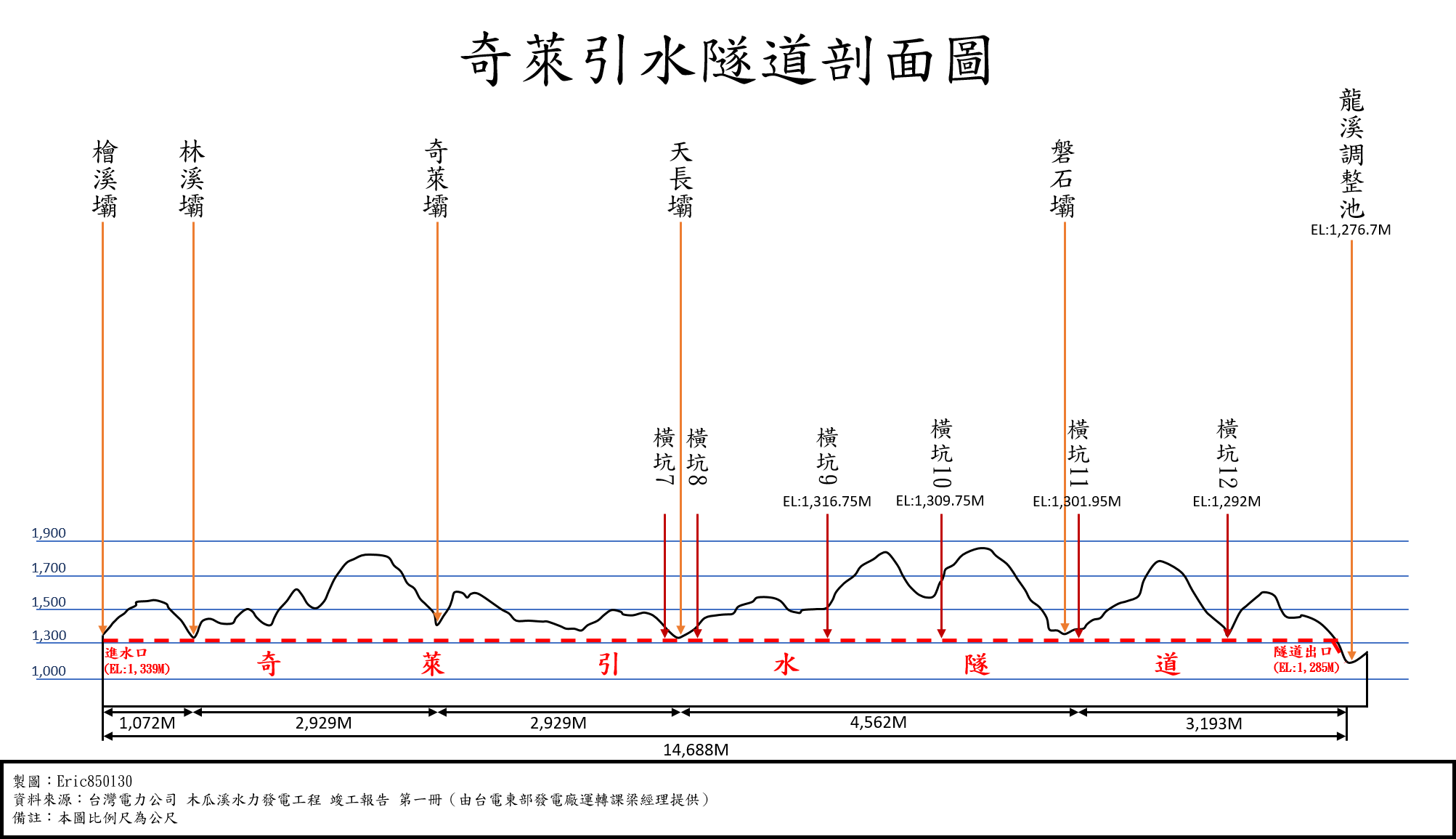
奇萊引水隧道剖面圖

奇萊引水隧道是一座位於臺灣花蓮縣秀林鄉境內，台灣電力公司為水力發電而開鑿的引水隧道。全長14.688公里，是木瓜溪奇萊引水工程中，串聯山區各攔水壩的重要導水路。目前由台灣電力公司東部發電廠進行隧道的維護與管理。

## 沿革

### 計畫
奇萊引水隧道是台電於1977年所推動的「木瓜溪水力發電擴建工程」中，「奇萊引水計畫」的一項關鍵工程。推動契機在於，最初，為龍澗發電廠攔阻發電用水的龍溪壩興建完工後，發生水壩滲漏的問題。龍溪溪水在進入龍溪壩續留前，便潛入地下形成地下伏流，使得當時甫完工的龍溪壩無法正常蓄水。
因此，台電為了解決這樣的狀況，並且為龍澗發電廠新增第二部發電機組，於1960年開始推動奇萊引水工程以及小龍澗壩工程。
小龍澗壩工程內容為，將龍溪的溪水利用導水隧道直接導入龍溪壩調整池中。並且，因為小龍壩導水隧道出口海拔高度1,523.7公尺，龍溪調整池則有1,276.7公尺，兩地之間有247公尺的落差高度，台電為了利用此水力效能，因此又在1985年配合木瓜溪水力發電工程，於小龍壩導水隧道出口與調整池之間再興建一座裝置容量4.7MW的小型水力發電廠，稱為龍溪發電廠。
奇萊引水計畫部分，則是在木瓜溪更上游的河段，包括檜溪、林溪、奇萊溪、天長溪及磐石溪等五條木瓜溪支流，興建數座攔水壩，分別是檜溪壩、林溪壩、奇萊壩、天長壩、磐石壩等五座小型攔水壩，再開鑿一條全長14.688公里，引水量9.5CMS的導水隧道將攔截的水流引到龍溪調整池中蓄留。
早在1963年，台電即開始奇萊引水工程的初步規劃，並且同年10月，便派員前往木瓜溪上游山區進行地質調查，以利於將來的工程設計。調查範圍包括，最東至木瓜溪支流龍鳳溪，最西至檜林保線所，最北至奇萊山以及天長山，最南則到木瓜溪主流為止。台電完成初步地質探勘後，隨即發表奇萊引水計畫地質報告。1965年，台電再請國立臺灣大學地質系教授王源前往木瓜溪山區進行細部的地質調查，以獲得更詳盡的地質報告。

### 施工
奇萊引水隧道工程於1977年2月正式動工，由榮工處承辦施工，當時在隧道工程中，共開挖了12個施工橫坑工作面以加快隧道貫通的速度。其中，5號、6號以及7號橫坑因離施工道路主線過遠，因此又另闢施工便道通往上述的施工橫坑。
奇萊引水隧道施工時，由於部分路段山體地質惡劣，加上施工期間遭逢颱風及豪雨，使得地貌與地形改變，因此最終有兩段隧道因無法克服地質條件而繞線後貫通。這兩段分別是4.7公里處到5.1公里處以及5.5公里處到5.7公里處，總改線路段長1,224公尺。
其中4.7公里至5.1公里處分別是由上游的6號橫坑至下游7號橫坑的施工段，此路段在6號橫坑施工時，因地質軟弱不佳，湧水量大，施工單位決定組立支撐隧道結構用的鋼構支保，總長334公尺。但效果不彰，支保因擠壓導致變形，泥漿大量湧出，抽心以及矢板斷裂的狀況仍持續發生。最終，施工單位再改以澆置捨捲混凝土，並以40到50公分厚的鋼筋混凝土襯砌黏貼於隧道表面，才使得隧道變形狀況改善。
1980年1月20日，從7號橫坑向上游開鑿隧道時在5.6公里處也同樣遭遇大量湧水，使得用於支撐隧道結構的支保遭沖壞5組，雖施工單位立即將泥漿清除並重新嘗試開挖，仍無法克服，只能將其暫時灌漿封堵。
1981年7月31日，天長壩至龍溪調整池之間的引水隧道正式完工，並隨即開始從天長壩取水口以及磐石壩取水口進水，檜溪壩至天長壩之間的引水隧道則持續施工中。
1981年8月31日，會同地質調查師前往7號橫坑施工段勘查，研判施工單位是挖到了天長斷層泥岩與礫石的堆積帶，使得該工程段的湧水量大並且岩壓異常。台電以安全為考量，決定將此段放棄，並從6號橫坑另繞道重新銜接7號橫坑的施工路段。
第二段改線的隧道路段為11.4公里處至11.5公里處，其原因在於，最初在進行隧道定線時，因設計的台電僅以小比例尺的地形圖繪製，導致原隧道行經路線在經過磐東溪時會凸出地面，因此經會勘後將路線繞至磐東溪下方通過。並且，台電在進行繞線規劃時，順勢調查了隧道上方的磐東溪的流量測計工作，後於1980年9月時獲得的流量數據為0.08秒立方公尺。經評估，如將磐東溪溪水引入奇萊引水隧道中，估計可增加龍澗發電廠每日約13,500度的發電量，再加上預估增加引入磐東溪溪水的工程費用僅需要約新臺幣200萬元，具有經濟效益，因此台電決定將隧道改道的同時，增建磐東壩引水工程。
磐東壩引水工程是在引水隧道行經磐東溪時，部分引水隧道的頂部會直接裸露於地面上，並在露出隧道頂部的狀態下，穿越磐東溪溪床，施工單位便直接在溪床上，引水隧道的頂部興建一座簡易攔河堰，稱為磐東壩，再興建一座進水口，將磐東溪溪水直接引入引水隧道中。由於引水隧道與磐東壩為一體的，因此施工時，兩者的結構混凝土是同時澆灌完成的。
磐東壩引水工程完工後，因部分引水隧道頂部裸露於地表，台電為防止往後落石砸中隧道頂部會影響結構安全，因此又將裸露段進行土石回填作業。

#### 控制廊道

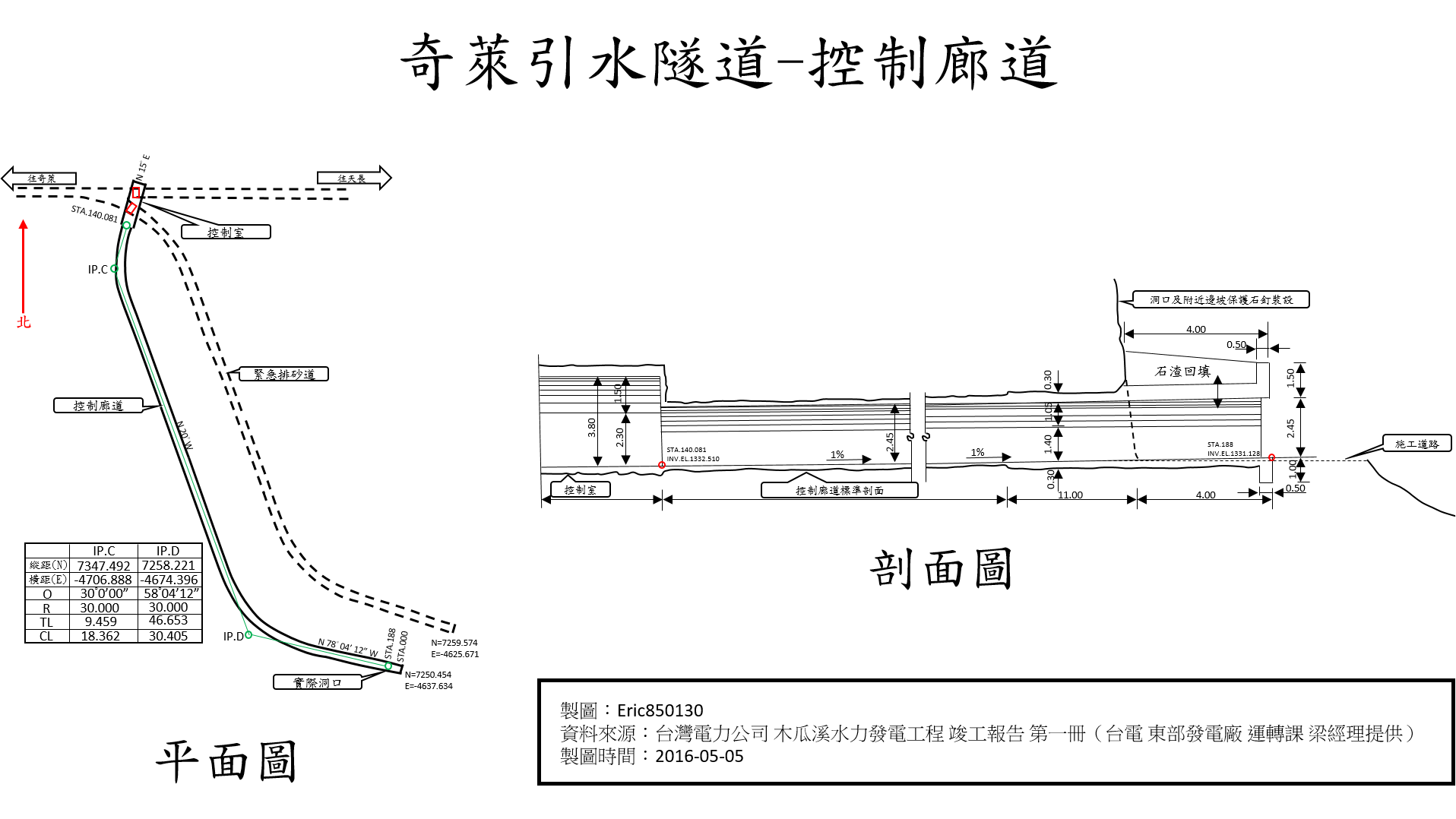
控制廊道剖面與平面圖

7號橫坑於奇萊引水隧道主線貫通後，改設為一條緊急排砂隧道，排砂道上方則再開挖一條長138公尺的控制廊道以便於工程人員進入到山內長12.5公尺的控制室中。而控制室內，則再開挖一座向下通達至引水隧道，長8.5公尺、寬2.4公尺、高7.3公尺的豎井，並設置有控制引水隧道的閘門以及排砂道的閘門各一座。
控制廊道與控制室工程於1980年3月9日動工，然而動工不久後，控制廊道洞口上方即發生岩盤崩落之狀況，因此導致廊道開挖進度嚴重落後，施工單位改在洞口上方之岩盤打入地錨以固定岩體防止崩落。後續因更下方的引水隧道仍在施工中，上方控制廊道的施工團隊為不影響下方工程，因此決定由控制室向下開挖先施作制水閘門的工程。
而廊道開挖時，所產生之棄渣，由於廊道出口緊鄰施工道路主線寬度過窄，施工道路周圍地形陡峭，無法利用機械輸送棄渣，加上控制室與下方引水隧道之間有7.3公尺的落差，也無法透過引水隧道協助輸送棄渣，因此廊道開挖全由人力將棄渣搬運出隧道。
制水閘門完成開挖後，因引水隧道已開始襯砌敷設的作業，為不影響敷設，因此暫停開挖排砂閘門豎井的工作，而是先進行制水閘門豎井噴漿的工程。1984年5月14日，制水閘門豎井噴漿作業完成。
1984年10月15日，引水隧道襯砌敷設完成，排砂閘門豎井隨即開始動工，並最終於同年11月28日全部完成。

### 完工
1984年11月30日，檜溪壩至天長壩之間的引水隧道正式完工，自此奇萊引水工程全線開始通水。

## 技術資訊
| 奇萊引水隧道平面圖 |

| 隧道名稱   | 奇萊引水隧道（檜溪 - 天長段）                          | 奇萊引水隧道（天長 - 龍溪段）                          |
| ---------- | ------------------------------------------------------ | ------------------------------------------------------ |
| 隧道長度   | 6,930公尺                                              | 7,758公尺                                              |
| 總長度     | 14.688公尺                                             | 14.688公尺                                             |
| 隧道寬度   | 2.50公尺（無襯砌噴漿斷面），2.10公尺（混凝土襯砌斷面） | 2.50公尺（無襯砌噴漿斷面），2.10公尺（混凝土襯砌斷面） |
| 最大輸水量 | 6.7CMS                                                 | 9.5CMS                                                 |
| 隧道坡度   | 1/300                                                  | 1/200                                                  |
| 隧道類型   | 倒D型                                                  | 倒D型                                                  |
| 隧道結構   | 無支撐噴漿或混凝土襯砌                                 | 無支撐噴漿或混凝土襯砌                                 |

### 施工橫坑
| 隧道編號 | 1號橫坑                     | 2號橫坑                    | 3號橫坑                     | 4號橫坑                    | 5號橫坑                     | 6號橫坑                    | 7號橫坑                    | 8號橫坑                     | 9號橫坑                    | 10號橫坑                   | 11號橫坑                   | 12號橫坑                   | 控制廊道                    |
| -------- | --------------------------- | -------------------------- | --------------------------- | -------------------------- | --------------------------- | -------------------------- | -------------------------- | --------------------------- | -------------------------- | -------------------------- | -------------------------- | -------------------------- | --------------------------- |
| 隧道長度 | 85.9公尺                    | 207.2公尺                  | 98.1公尺                    | 368.9公尺                  | 238.2公尺                   | 419.4公尺                  | 148.9公尺                  | 83.2公尺                    | 266.8公尺                  | 552.4公尺                  | 160.7公尺                  | 253.0公尺                  | 150.7公尺                   |
| 隧道斷面 | 2.1公尺 * 2.3公尺（倒D型）  | 2.1公尺 * 2.3公尺（倒D型） | 2.1公尺 * 2.3公尺（倒D型）  | 2.1公尺 * 2.3公尺（倒D型） | 2.1公尺 * 2.3公尺（倒D型）  | 2.1公尺 * 2.3公尺（倒D型） | 2.1公尺 * 2.3公尺（倒D型） | 2.1公尺 * 2.3公尺（倒D型）  | 2.1公尺 * 2.3公尺（倒D型） | 2.1公尺 * 2.3公尺（倒D型） | 2.1公尺 * 2.3公尺（倒D型） | 2.1公尺 * 2.3公尺（倒D型） | 2.1公尺 * 2.3公尺（倒D型）  |
| 開鑿日期 | 1981年8月26日               | 1980年10月29日             | 1980年10月29日              | 1980年6月1日               | 1980年11月14日              | 1979年10月29日             | 1979年11月25日             | 1979年6月15日               | 1979年2月27日              | 1978年11月25日             | 1979年2月5日               | 1979年1月10日              | 1980年3月9日                |
| 竣工日期 |                             |                            |                             |                            |                             |                            |                            |                             | 1981年7月31日              | 1981年7月31日              | 1981年7月31日              | 1981年7月31日              |                             |
| 通風方式 | 單管通風                    | 單管通風                   | 單管通風                    | 雙管通風                   | 單管通風                    | 雙管通風                   | 單管通風                   | 單管通風                    | 單管通風                   | 單管通風                   | 單管通風                   | 單管通風                   | 單管通風                    |
| 現況     | 使用中 （改為檜溪壩餘水路） | 使用中                     | 使用中 （改為林溪壩餘水路） | 使用中                     | 已封閉 （改為奇萊壩進水路） | 已封閉                     | 使用中 （改為緊急排砂道）  | 使用中 （改為天長壩餘水路） | 使用中                     | 已封閉                     | 使用中                     | 使用中                     | 使用中 （緊急排砂道控制用） |
| 參考資料 | [ 5 ]                       | [ 5 ]                      | [ 5 ]                       | [ 5 ]                      | [ 5 ]                       | [ 5 ]                      | [ 5 ]                      | [ 5 ]                       | [ 5 ]                      | [ 5 ]                      | [ 5 ]                      | [ 5 ]                      | [ 5 ]                       |

## 隧道維護
奇萊引水隧道由台灣電力公司東部發電廠進行管理與維護。目前，通往林溪壩以及檜溪壩維護道路之上的五甲隧道主要因五甲崩山走山滑動影響，使得隧道內部已塌陷變形，台電方面無維修計畫，導致後續路段已廢棄。因此，當需進行隧道及山區水壩維護工作時，位於花蓮市的東部發電廠廠本部控制中心會將引水隧道的進水口透過光纖網路的遠端遙控方式依序將檜溪壩、林溪壩以及奇萊壩取水口的閘門關閉，並將位於天長壩附近的緊急排砂道（7號橫坑）排水門開啟，讓引水隧道內的餘水排放淨空後，工程人員再藉由這條控制廊道進入引水隧道搭乘牽引機，以避開已坍塌廢棄的路段前往檜溪壩、林溪壩進行簡易維修及耙污。

## 資料來源
1. 1 2 3  黃兆慧. . 自由電子報. 2002-08-24  [2016-04-26]. （原始内容存档于2004-09-14） （中文（臺灣））.
2. 1 2 3 4  劉智淵.  (PDF). 台灣電力公司. 2008-11  [2016-04-26]. （原始内容 (PDF)存档于2013-12-24） （中文（臺灣））.
3. 1 2  張炎銘. . 臺北市: 科技圖書. 2011年: 頁125. ISBN 978-957-655-492-6.
4. ↑  . 經濟部水利署北區水資源局. 2015-01-15  [2016-04-26]. （原始内容存档于2016-03-04） （中文（臺灣））.
5. 1 2 3 4 5 6 7 8 9 10 11 12 13 14 15 16 17 18 19 20 21 22 23 24 25 26 27 28 29 30  . 花蓮市: 台灣電力公司 東部電力處. 1986年12月.
6. ↑  林世曼. .   [2016-04-26]. （原始内容存档于2013-12-24） （中文（臺灣））.
7. ↑  . 中華民國隧道協會.   [2016-04-26] （中文（臺灣））.[永久]
8. 1 2  . 登山補給站. 2005-05-09  [2016-04-30]. （原始内容存档于2019-05-22） （中文（臺灣））.
9. ↑  邱麗文.  (PDF). 源雜誌. 2005-05  [2016-04-30]. （原始内容存档 (PDF)于2020-08-14） （中文（臺灣））.